# IC 1613
IC 1613 ist eine irreguläre Zwerggalaxie vom Typ IB(s)m im Sternbild Cetus am Südsternhimmel. Sie ist rund 2,4 Millionen Lichtjahre vom Sonnensystem entfernt und hat einen Durchmesser von etwa 11.000 Lichtjahren. Das Objekt ist Mitglied der Lokalen Gruppe.
Die meisten Sterne in IC 1613 sind rund 7 Milliarden Jahre alt, aber es gibt eine ganze Reihe von jungen Sternen, wie das GALEX-Bild unten zeigt. Unter ihnen befinden sich mindestens fünf Population-II-Cepheiden und einige RR-Lyrae-Veränderliche.
Die Galaxie wurde im September 1906 vom deutschen Astronomen Max Wolf entdeckt.